# 世界人権宣言
世界人権宣言（せかいじんけんせんげん、Universal Declaration of Human Rights、略称：UDHR）は、1948年12月10日の第3回国際連合総会で採択された、すべての人民とすべての国が達成すべき基本的人権についての宣言である（国際連合総会決議217(III)）。正式名称は、人権に関する世界宣言。
世界人権宣言は、この宣言の後に国際連合で結ばれた人権規約の基礎となっており、世界の人権に関する規律の中でもっとも基本的な意義を有する。
これを記念して、1950年の第5回総会において、毎年12月10日を「世界人権の日」とすることが決議された。日本は、この日に先立つ1週間を人権週間としている。

## 歴史
国際連合経済社会理事会の機能委員会として1946年に国際連合人権委員会が設置されると、同委員会は国際人権章典と呼ばれる単一規範の作成を目指し起草委員会を設置したが、権利の範囲や拘束力の有無を巡って意見が対立し作成のめどが立たなかったため、いったん基礎となる宣言を採択し、その後それを補強する複数の条約及び実施措置を採択することとなった。
起草委員会は、オーストラリア、ベルギー、白ロシア、チリ、中華民国、エジプト、フランス、インド、イラン、レバノン、パナマ、フィリピン、イギリス、アメリカ合衆国、ソビエト連邦、ウルグアイおよびユーゴスラビアの代表によって構成されており、国際社会を広範に代表するよう設計されていた。アメリカのエレノア・ルーズベルト委員長をはじめ、著名な委員にルネ・カサン（フランス）、ジョン・ピーターズ・ハンフリー（カナダ）、張彭春（中華民国）、チャールズ・マリク（レバノン）、ハンサ・ジブラージ・メフタ（インド）などがあった。ハンフリーは、委員会のたたき台になった最初の草案を提供した。
こうして世界人権宣言が起草され、1948年12月10日に賛成48票、反対0、棄権8で採択された。また、イエメンとホンジュラスの代表は欠席した。南アフリカが棄権したのは、彼らが維持しようとしていたアパルトヘイトのシステムが世界人権宣言の内容に明確に違反していたためだった。サウジアラビアの棄権は、世界人権宣言のうちの2つの項目、すなわち16条の結婚の権利および18条の宗教変更の自由に同意できなかったためだった。また、この宣言はファシズムやナチズムに対する批判を十分に行っていないとの理由でソ連をはじめとする6共産国が棄権に回った。ルーズベルト委員長は、ソ連圏の棄権の理由として13条の移動の自由の保障を挙げた。

### 採択結果
以下の48か国が、この案に賛成票を投じた。
- アイスランド
- アフガニスタン
- アメリカ
- アルゼンチン
- イギリス
- イラク
- イラン
- インド
- ウルグアイ
- エクアドル
- エジプト
- エチオピア
- エルサルバドル
- オーストラリア
- オランダ
- カナダ(※)
- キューバ
- ギリシア
- グアテマラ
- コスタリカ
- コロンビア
- シリア
- スウェーデン
- シャム
- 中華民国
- チリ
- デンマーク
- ドミニカ共和国
- トルコ
- ニカラグア
- ニュージーランド
- ノルウェー
- ハイチ
- パキスタン
- パナマ
- パラグアイ
- ビルマ
- フィリピン
- ブラジル
- フランス
- ベネズエラ
- ペルー
- ベルギー
- ボリビア
- メキシコ
- リベリア
- ルクセンブルク
- レバノン

カナダ政府（※）はジョン・ピーターズ・ハンフリー代表が中心的な役割を果たしたにもかかわらず最初の宣言の草案裁決を棄権し、総会の最終案には賛成票を投じた。
以下の8か国が、この案に棄権票を投じた。
- ソビエト連邦
- ウクライナSSR
- 白ロシアSSR
- ポーランド人民共和国
- チェコスロバキア共和国
- ユーゴスラビア連邦人民共和国
- サウジアラビア
- 南アフリカ連邦

以下の2か国は採決を欠席した。
- イエメン王国
- ホンジュラス

## 宣言の内容
- 自由権的諸権利（第1 - 20条）
- 参政権（第21条）
- 社会権的諸権利（第22 - 27条）
- 一般規定（第28 - 30条）

## 影響

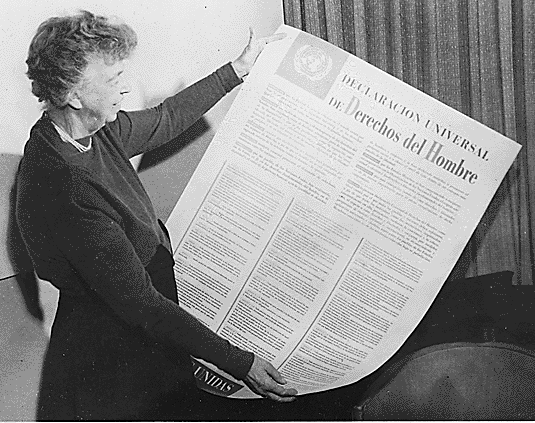
エレノア・ルーズベルトとスペイン語版の世界人権宣言（1949年撮影）。

もともと世界人権宣言は国際人権章典の一部として計画されたものであり、法的拘束力を持たないと考えられていた。そのため、世界人権宣言の内容を基礎とした条約の起草が人権宣言採択後すぐに開始されたが、条約内容を自由権のみとするか、社会権を含めるか、またこれら二つの権利を同一の条約で規定するか別の条約にするかで参加国の意見が対立し、条約の作成・採択は大きくずれ込んだ。そしてその間に世界人権宣言は人権の判断基準として世界各国で用いられるようになり、慣習国際法としての地位を獲得していった。
また、採択の遅れていた条約も1966年12月16日に国際連合総会で経済的、社会的及び文化的権利に関する国際規約（社会権規約、A規約）と市民的及び政治的権利に関する国際規約（自由権規約、B規約）、および市民的及び政治的権利に関する国際規約の選択議定書が同時に採択され、これら条約によって国際人権規約と呼ばれる人権に関する多国間条約が成立した。

## 法規範性についての争い
世界人権宣言は、条約ではなく、総会において採択された決議である。国際連合総会決議は勧告であり法的拘束力がないために、世界人権宣言も拘束力がないのではないかという問題がある。
これに対して、慣習国際法を明文化したものであり、慣習国際法としての拘束力があるとする説がある。しかし、宣言が自ら前文で、「権利を創設する」としており、また、当時の人権状況をみれば慣習国際法とは言い難いと批判されてもいる。
そこで、宣言に法的拘束力を認める有力説として、現在では、慣習法になる手前の段階である「ソフト・ロー」として法的拘束力があるとする説や宣言が採択された当時は拘束力がなかったものの、その後に宣言を基礎にした各種人権条約の発効や各国の行動によって現在は慣習国際法になっているとする説がある。後者が多数において支持されている説になるため、実質的には慣習国際法としての地位を獲得していると考えられている。
なお、世界人権宣言の内容の多くは、国際人権規約などによっても明文化されており、その後の国際人権法に係る人権条約はすべてその前文において国際連合憲章の原則と共に、世界人権宣言の権威を再確認している。しかし、人権状況に問題がある多くの国は、これらの条約に署名していないことが多い。そのため、世界人権宣言そのものの法的拘束力を認めるための論議が行われるのである。日本国は1952年に発効したサンフランシスコ講和条約の前文で世界人権宣言の実現に向けた努力を宣言している。
しかしながら世界人権宣言を根拠とした「人権と基本的自由の保護のための条約」は欧州人権裁判所によって加盟国の憲法をも上回る法的拘束力を与えられ、欧州連合加盟国によって議論された「欧州憲法」中にもこの世界人権宣言が含まれている。
ただし欧州憲法と関連して成立した欧州連合基本権憲章は連邦制国家における国内法（欧州連合内でしか通用しない）とみなすのが通常である。欧州連合に加盟していないスイス、アメリカ合衆国や日本国などに対する拘束力の根拠となるわけではない。